# Juan d'Autriche
Pour les articles homonymes, voir Juan José d'Autriche et Juan d'Autriche (homonymie).
L'infant don Juan d'Autriche, né le 24 février 1545 ou 1547 à Ratisbonne (Allemagne) et mort le 1er octobre 1578 à Bouge, près de Namur (Belgique), est un prince de la famille des Habsbourg – fils illégitime de Charles Quint – qui fait une carrière militaire dans les armées de son demi-frère Philippe II et est gouverneur des Pays-Bas de 1576 à 1578. Il est notamment le commandant de la flotte européenne à la célèbre bataille de Lépante, victoire navale décisive des puissances chrétiennes regroupées en une Sainte Ligue contre l'Empire ottoman.

## Biographie

### Origine
Fruit de la relation illégitime de Charles Quint et de Barbara Blomberg, une femme issue d'une famille de notables de Ratisbonne, en 1547, don Juan d'Autriche est baptisé, en réalité, sous le prénom de Jérôme (Jerónimo ou Jeromín). En 1550, l'empereur charge un de ses proches, son majordome Luis Méndez Quijada, de l'éducation du jeune garçon. Pendant cette période, Quijada est tenu de faire croire que l'enfant est son propre bâtard. Il est élevé en Castille, dans la ville – proche de Madrid – de Leganés, dans la rue qui porte actuellement son nom (Jeromín), puis à Villagarcía de Campos à côté de Valladolid et enfin à Cuacos de Yuste.
Il ne connaît son père qu'à l'âge de neuf ans, lorsque celui-ci le fait venir en 1556 – après son abdication – au monastère de Yuste (Estrémadure), où il s'est retiré. L'empereur avait déjà inséré, en 1554, un codicille à son testament, demandant à son fils légitime, Philippe II, de recevoir le jeune bâtard comme son propre frère de sang. L'empereur et roi meurt en 1558. Philippe II, respectant la volonté de leur père, le reconnaît comme membre de la famille royale et lui attribue le nom de « don Juan d'Autriche », avec les honneurs et les revenus dignes de son rang (1559). Don Juan est en outre doté d'une maison en 1562, c'est-à-dire d'une suite de familiers et de domestiques chargés de sa vie quotidienne. Luis Quijada, son ancien tuteur, en est désigné comme gouverneur. Il ne reçoit cependant ni titre, ni terre, ni le prédicat d'altesse. Il n'est donc que son excellence Don Juan d'Autriche, ce qui le met davantage au rang d'un Grand d'Espagne que d'un infant. Il vit son adolescence à la cour d'Espagne avec son demi-frère Philippe II. Il fait ses études à la prestigieuse université d'Alcalá de Henares, mais refuse de se consacrer à la carrière ecclésiastique à laquelle on l'avait destiné.
En 1566, son frère lui octroie un des cinq colliers de l'ordre de la Toison d'or que le chapitre général avait laissé à sa disposition en 1559.

### Carrière militaire
Ayant manifesté son désir de faire une carrière militaire, il est nommé par le roi au commandement d'une escadre chargée de combattre les pirates barbaresques en Méditerranée (1568). Il démontre dans cette expédition de réelles capacités militaires, aussi est-il chargé, l'année suivante, de diriger la répression de la révolte des morisques, ces descendants des musulmans du royaume de Grenade – restés en Espagne après la fin de la Reconquête en 1492 – convertis officiellement au catholicisme, mais qui continuaient à pratiquer leur religion (1569). Ce soulèvement – commencé en 1567 – contre la violation des droits qui avaient été accordés à l'époque aux morisques – encore appelé guerre des Alpujarras – dure quatre ans et se termine par leur défaite devant don Juan d'Autriche.
Ces succès lui permettent aussi d'obtenir – ce qui est le sommet de sa carrière militaire – le commandement suprême de la flotte de la Sainte Ligue formée par l'Espagne, Venise et le pape Pie V contre les Turcs (1570). Face à la stratégie défensive que préconisent ses conseillers plus prudents, don Juan d'Autriche impose son choix d'aller à la rencontre de la flotte turque d'Ali Pacha et de la vaincre, ce qu'il fait à la bataille de Lépante (7 octobre 1571). Lors de cette expédition, il a sous ses ordres, parmi les soldats, un certain Miguel de Cervantès – le futur auteur de Don Quichotte – qui y perd l'usage de la main gauche, ce qui lui vaudra plus tard le surnom de « manchot de Lépante ». Cette victoire vaut à Don Juan de recevoir du pape, en 1576, la rose d'or, d’abord réservée exclusivement au préfet de Rome, puis, plus tard offerte à un fidèle catholique qui avait rendu un service important à l'Église.

Représentation de la bataille de Lépante en 1571.

### Gouverneur général des Pays-Bas

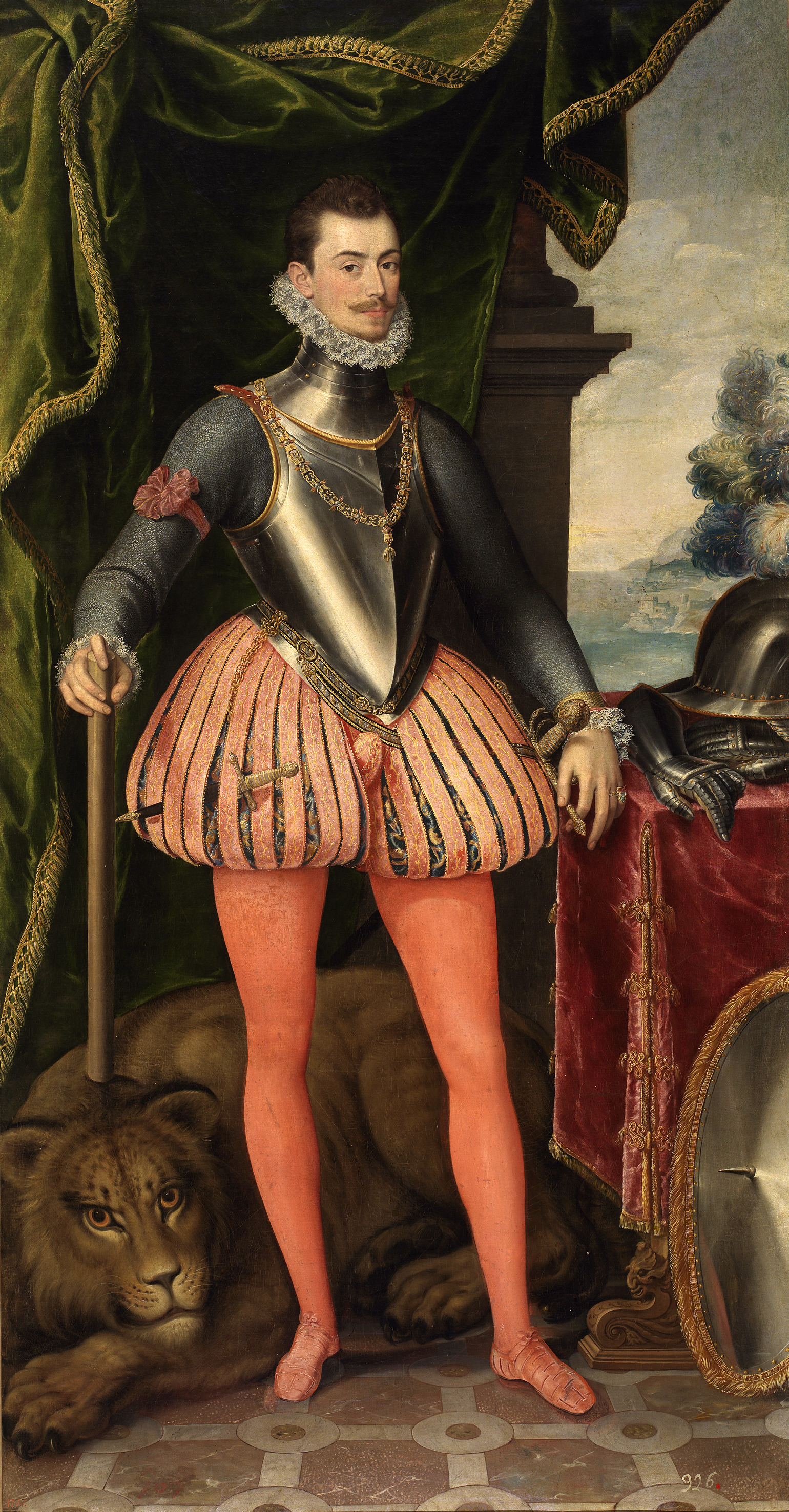
Don Juan

#### Nomination de don Juan comme gouverneur général
La victoire de Lépante accroît les ambitions de don Juan d'Autriche, mais Philippe II rejette ses projets d'expansion en Méditerranée, ainsi que ses demandes d'être officiellement reconnu comme infant et d'être appelé « Son Altesse ». 
Peut-être pour limiter ses ambitions, Philippe II décide durant l'été 1576 de le nommer gouverneur général des Pays-Bas, c'est-à-dire son représentant pour les dix-sept provinces néerlandaises dont Philippe est le souverain, mais aussi le chef de guerre chargé de lutter contre l'insurrection dirigée par Guillaume d'Orange, bien implantée dans le nord, notamment dans les provinces de Hollande et de Zélande.
Les Pays-Bas sont en état d'insurrection, voire de guerre, depuis 1566, pour des raisons politiques (défense des libertés coutumières) et religieuses (question du protestantisme). Deux gouverneurs généraux ont déjà échoué à rétablir l'ordre : le duc d'Albe (1567-1573) et Luis de Requesens, mort subitement le 5 mars 1576. Don Juan, qui se trouve en Italie quand il apprend sa nomination, ne part pas directement, mais vient en Espagne pour discuter de certains problèmes, concernant notamment les projets d'invasion de l'Angleterre pour placer sur le trône la reine d'Écosse catholique, Marie Stuart.
Il part vers le 20 octobre de Valladolid, en compagnie d'Octave de Gonzague, frère du prince d'Amalfi, et se trouve le 24 à Irun.

#### Arrivée aux Pays-Bas (novembre 1576-février 1577)
Pour gagner les Pays-Bas, Don Juan va en effet traverser la France, mais en se faisant passer pour le valet de Gonzague, et même en se noircissant le visage et en se frisant les cheveux à la manière des Maures. À Paris, il contacte l'ambassadeur qui lui donne une petite escorte pour aller à Metz, puis à Luxembourg, où il arrive le 4 novembre. Informé de la situation dans le Brabant, il décide de s'arrêter là un moment. Il est en effet presque seul, il n'a même pas son secrétaire  avec lui, alors que les Pays-Bas sont en crise (le Luxembourg étant une province exceptionnellement calme). 
À ce moment, la situation à Bruxelles, capitale du Brabant et centre politique des Pays-Bas espagnols est perturbée. Le pouvoir est exercé, plus ou moins au nom de Philippe II, par le Conseil d'État, mais aussi par les États généraux, qui depuis l'été ont été rassemblés par les États de Brabant, de façon peu légale en fait. Un gros problème se pose : les soldats de l'armée espagnole (pour une bonne part des mercenaires de divers pays) se sont mutinés, faute d'être payés, et ont commis des exactions dans plusieurs villes, notamment à Bruxelles et Alost. 
Aussi, depuis le mois de septembre, une partie des membres des États généraux sont en conférence à Gand avec les représentants des provinces insurgées. Au début de novembre, un accord se fait : toutes les provinces se réunissent, sans tenir compte des différends politiques et religieux, pour obtenir 1) le départ des soldats au service de Philippe 2) le rétablissement des libertés coutumières. 
Du 4 au 7 novembre se produit un événement catastrophique : les mutins mettent la ville d'Anvers à sac, provoquant la mort de 8 000 personnes. Le 8 novembre, le texte issu de la conférence de Gand est accepté par le Conseil d'État : c'est ce qui est appelé la pacification de Gand (l'objectif de pacifier le pays étant primordial).
Le Conseil d'État envoie alors un émissaire à Luxembourg pour indiquer à don Juan qu'il ne pourra pas venir à Bruxelles s'il n'accepte pas la pacification de Gand. Cependant, les choses ne se font pas très vite. Des discussions, incluant don Juan, vont se dérouler dans la petite ville de Marche-en-Famenne, sur la route de Luxembourg à Namur. 
En janvier, la pacification de Gand est complétée par un nouveau texte, l'union de Bruxelles. Don Juan finit par accepter les demandes et, le 12 février promulgue un « édit perpétuel » qui donne un caractère officiel à son accord (il s'engage à retirer les troupes étrangères et à respecter les libertés coutumières).

#### Gouverneur général reconnu
Il va alors pouvoir faire une Joyeuse Entrée à Namur, puis à Bruxelles. Quand il arrive à Bruxelles, l'évacuation des troupes étrangères est pratiquement terminée.
Mais la situation se tend de nouveau rapidement, et don Juan, qui finit par ne plus se sentir en sécurité, décide de quitter Bruxelles et de revenir à Namur, où la pression du petit peuple est moindre. 

#### Le retrait à Namur (juillet-décembre 1577)
À Namur, iI rencontre la sœur du roi de France, Marguerite de Valois, reine de Navarre (la « reine Margot ») qui se rend aux eaux de Spa (si toutefois ce voyage ne cachait pas quelque dessein plus important).
Par un coup de main, il réussit ensuite à prendre le contrôle de la citadelle de Namur dans le but d'établir un réduit loyaliste (les provinces de Namur et de Luxembourg). Il va ensuite demander à Philippe II l'envoi de renforts.
Guillaume d'Orange prend prétexte de l'occupation de la citadelle de Namur pour proclamer que l'édit de Marche-en-Famenne est rompu et entraîna les États généraux dans la voie de la révolution ouverte au nom du droit supérieur des gens du commun à la participation au gouvernement. Pour la seconde fois, il crut le moment venu de réaliser son programme : « Vers l'Union par la Tolérance ».
D'autre part, les intrigues qu'organise Antonio Pérez à la cour placent Don Juan dans une situation délicate envers le roi. Les ressources dont il a besoin (tant en hommes qu'en argent) arrivent avec parcimonie. Mais si la monarchie espagnole se montre insuffisante dans l'emploi des moyens matériels, elle croit pouvoir l'emporter sur le plan diplomatique et Philippe II charge Don Juan d'établir des contacts avec la France, les Anglais et les factions rebelles en vue de régler la situation insurrectionnelle, tâche bien trop grande pour le piètre diplomate qu'il est.
En décembre 1577, arrivent enfin de grands renforts envoyés par Philippe II depuis l'Italie, sous le commandement d'Alexandre Farnèse, fils de Marguerite de Parme, et donc neveu de Philippe II et de don Juan.

#### La reprise de la guerre (janvier-septembre 1578)
Le 31 janvier 1578, l'armée espagnole l'emporte lors de la bataille de Gembloux, au nord de Namur. Don Juan lance alors une offensive vers le nord du Brabant.
Le 31 mars 1578, son secrétaire, Juan de Escobedo, est assassiné à la suite des menées d'Antonio Pérez, secrétaire de Philippe II, qui a obtenu l’autorisation de cet assassinat pour raison d’État, en accusant Juan Escobedo de complot avec les révoltés.
L'armée espagnole subit cependant une défaite à Rijmenam le 1er août, ce qui oblige à un repli sur Namur, au camp de Bouge. 
C'est là que don Juan est touché par une épidémie de typhus et meurt le 1er octobre.

### Les funérailles de don Juan

#### La cérémonie de Namur
Ses funérailles à Namur sont organisées par Alexandre Farnèse. Le corps de Don Juan, porté par quatre seigneurs : Pierre-Ernest, comte de Mansfeld, maréchal de camp général, Octave de Gonzague, général de cavalerie, Pierre de Tolède, marquis de Ville-Franche et Jean de Croÿ, comte de Rœulx, est emmené du camp de Bouge à la cathédrale Saint-Aubain de Namur entre une haie de cavalerie et une haie d'infanterie, toutes deux rangées en ordre de bataille. 
Don Juan est revêtu de ses armes (armure complète), le collier de la Toison d'or au cou et dix-sept bagues à ses doigts, qui sont ensuite glissés dans des gantelets. Selon la coutume des funérailles des princes de la Maison de Bourgogne, une couronne de drap d'or ornée de pierreries ceint la tête du défunt.
Le corps ainsi paré est déposé à la cathédrale Saint-Aubain de Namur, où il restera une année, le temps que Philippe II accède à la requête exprimée par don Juan avant de mourir, que son corps soit transféré à l'Escurial, près de Madrid, pour reposer aux côtés de son père, Charles Quint. 

#### Le transfert et l'inhumation à l'Escurial

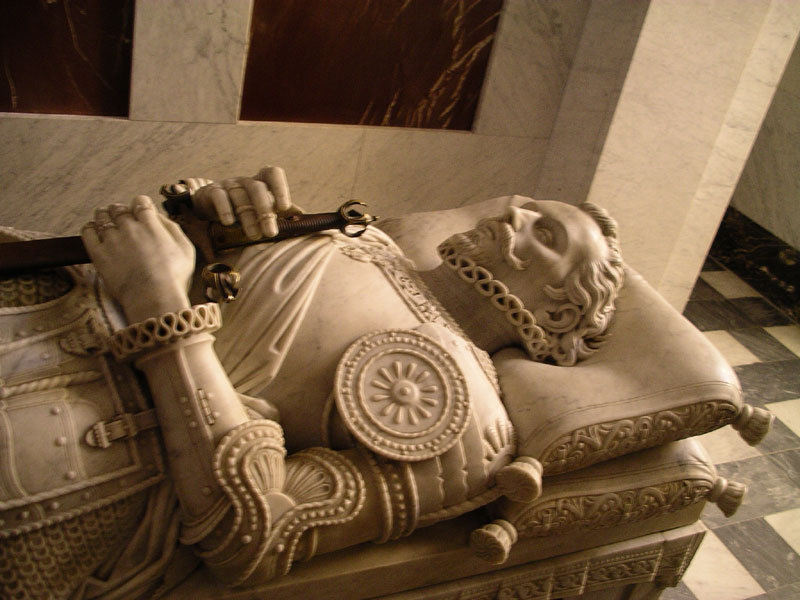
Tombeau de don Juan à l'Escurial.

Pour faciliter le convoi, on démembre le cadavre et on fait passer les ossements par la France, dans trois coffrets. Arrivés en Espagne, on fiche les os sur des tiges de métal avant de les revêtir de l'armure et des signes du commandement. Le corps ainsi mis est exposé debout quelques jours à Burgos avant d'être finalement placé dans un cercueil et transféré en grande pompe à l'Escurial. Après une nouvelle cérémonie funèbre, il est placé dans une crypte qui lui est consacrée, à part du panthéon des souverains et de la salle des infants. 
Le tombeau de Don Juan se compose d'un gisant plus grand que nature reposant sur une vasque de marbre blanc. Le prince est figuré en armure, portant les fameuses bagues aux mains, fermées sur une épée de bronze. Le gisant, œuvre du sculpteur Giuseppe Galeotti d'après un dessin de Ponciano Ponzano, date du XIXe siècle.

## Descendance
- De sa liaison avec Marie de Mendoza (1545-1570), fille du prince de Melito et demoiselle d'honneur de Jeanne d'Autriche (veuve de Jean de Portugal), il a une fille, Marie-Anne (1569-1629) qui deviendra abbesse de Santa María la Real de Las Huelgas en 1611.
- De sa liaison avec Diana Falagona (née en 1556), fille de Scipione Falagona, seigneur de Fagnano, il a une fille, Jeanne d'Autriche, née en 1573 à Naples et morte en 1630. Elle épouse en 1603 à Palerme, Francesco Branciforte (it), 2e prince de Pietrapersia, dont elle a une fille survivante (aînée de quatre sœurs mortes en bas âge), Marguerite (1605-1659), qui épouse le prince Frédéric Colonna, duc de Tagliacozzo.

## Représentation dans les arts

### Dans la peinture

#### Portraits
- Portrait de Don Juan d'Autriche à quatorze ans (1560) par Alonso Sánchez Coello au Musée Soumaya de Mexico.
- Portrait de Don Juan d'Autriche par Alonso Sánchez Coello (1560) au Art Institute de Chicago[8].
- Portrait de Don Juan d'Autriche, par Jooris van der Straeten (1560) à la Pollok House de Glasgow[9],[10].
- Portrait de Don Juan d'Autriche en armure, par Alonso Sánchez Coello (1567) au monastère des Descalzas Reales de Madrid[11].
- Portrait de Don Juan d'Autriche, d'après Alonso Sánchez Coello (entre 1570 et 1604) à la Pollok House de Glasgow[12],[13].
- Portrait de Don Juan d'Autriche, auteur anonyme (après 1575), au Musée du Prado de Madrid (exposé à l'Escurial depuis 1943)[14], dont une copie par Camilo Iborra est également conservée au Prado[15] et une autre copie par Ramón Salvatierra y Molero (es) (1854) est conservée au Musée naval de Madrid[16].
- Portrait de Don Juan d'Autriche par Alonso Sánchez Coello au Musée des Beaux-Arts d'Extrême-Orient de Khabarovsk[17],[18].

#### Autres tableaux
- Les Vainqueurs de Lépante, auteur anonyme (1575), au château d'Ambras d'Innsbruck[19].
- L'Espagne au secours de la religion, par Le Titien (1575), au Musée du Prado de Madrid[20].
- Adoration du nom de Jésus (es), par Le Greco (fin des années 1570), à la National Gallery de Londres[21].
- Le Pape Pie V remettant à Don Juan d’Autriche le titre de vice-roi de Sicile après la victoire de Lépante, attribué à Giovanni Paolo Cavagna (vers 1600-1620), à la pro-cathédrale Sainte-Marie de Bastia[22].
- Cervantès et Don Juan d'Autriche, par Eduardo Cano (1860), au Musée du Prado de Madrid[23].
- Don Juan d'Autriche présenté à l'empereur Charles Quint à Yuste, par Eduardo Rosales (1869), au Musée du Prado de Madrid[24].
- Leonardo da Cutro et Ruy López jouant aux échecs à la cour du roi d'Espagne, par Luigi Mussini (1883), aux Monte dei Paschi de Sienne.
- La Bataille de Lépante par Juan Luna (1887), au Palais du Sénat de Madrid[25].

### Dans la sculpture
- La statue Don Juan d'Autriche par Andrea Calamech (1572) à Messine et sa copie (1978) à Ratisbonne.
- Don Juan d'Autriche, par Paul et Peter Strudel (1699) à la Bibliothèque nationale de Vienne[26].
- La tombe de Don Juan d'Autriche à l'Escurial, d'après un dessin de Ponciano Ponzano (xixe siècle)[7].
- L'Espagne défenseuse de la foi par Fernando Cruz Solís (es) (1965) au Monument du Sacré-Cœur (es) de Getafe[27].

### Au théâtre
- Don Juan d’Autriche ou La Vocation, comédie en cinq actes et en prose de Casimir Delavigne (1835).

### À l'opéra
- Don John of Austria (1847) d’Isaac Nathan, sur un livret de Jacob Levi Montefiore (en).
- Don Giovanni d’Austria (1880) de Filippo Marchetti, sur un livret de Carlo d'Ormeville.

#### Livres
- Jean-Chrysostome Bruslé de Montpleinchamp, L'Histoire de Don Jean d'Autriche fils de l'Empereur Charles Quint, Amsterdam, Le Brun, 1683 (réédition : Amsterdam, 1690).
- Marguerite Yeo, Don Juan d'Autriche - 1547-1578, Éditions Payot, 1935.
- Henri Cambon, Don Juan d'Autriche, le vainqueur de Lépante, Paris, Hachette, 1952.
- Edmonde Charles-Roux, Stèle pour un bâtard - Don Juan d'Autriche, 1545-1578, Paris, Grasset, 1992, 246 p.
- Edmonde Charles-Roux, Don Juan d'Autriche bâtard de Charles Quint, Paris, Éditions Racine, coll. « Les racines de l'histoire », 2003, 230 p.
- Jean-Pierre Bois, Don Juan d'Autriche (1547-1578). Le héros de toutes les nations, Paris, Taillandier, 2008, 409 p.

#### Articles
- Charles Terlinden, « Don Juan d'Autriche (1547-1578) ou le complexe d'un illustre bâtard », Annales de la Société royale d'archéologie de Bruxelles, tome 49, 1956-1957, pp. 100 à 113.
- Joseph Roland, « Don Juan d'Autriche (1547-1578 », Le Guetteur Wallon, 1977, no 4, pp. 107-113, disponible en ligne sur le site de la bibliothèque de l'université de Namur. Cet article puise ses informations principalement dans l'œuvre du père jésuite Famien Strada (1572-1649).

#### Littérature
- Franz Zeise, L'Armada, Paris, 10/18, 1988, 279 p. (roman)